# ماریو اسپارترو
ماریو اسپارترو (انگلیسی: Mario Espartero؛ زادهٔ ۱۷ ژانویهٔ ۱۹۷۸) بازیکن فوتبال اهل فرانسه است.
از باشگاه‌هایی که در آن بازی کرده‌است می‌توان به باشگاه فوتبال بولتون واندررز و باشگاه فوتبال متس اشاره کرد.